# Place Kléber
Pour les articles homonymes, voir Kléber (homonymie).

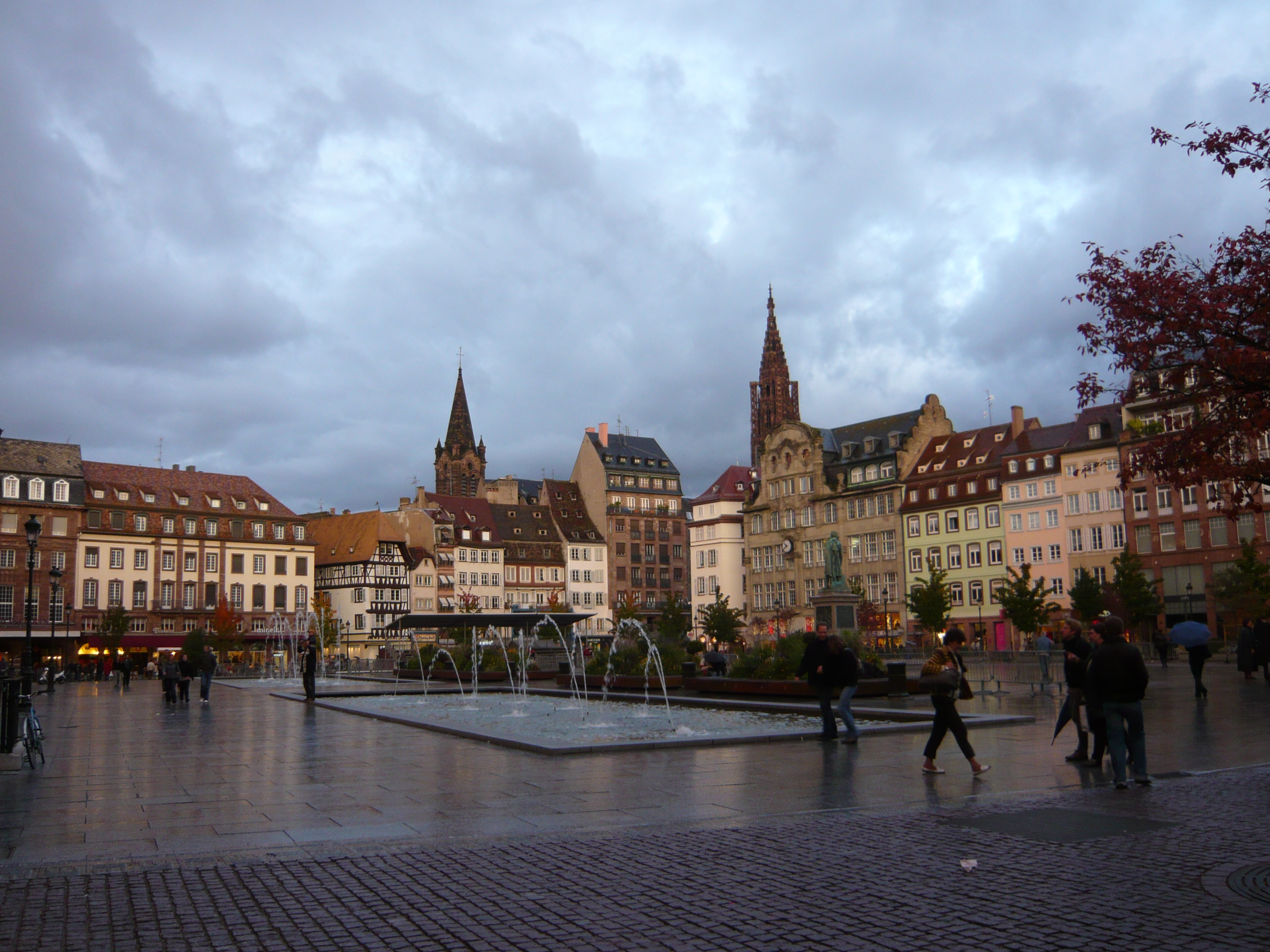
La place Kléber.

La place Kléber (en allemand : Kleberplatz ; en alsacien : Klewerplàtz)  est la principale place publique du centre-ville de Strasbourg.

## Situation et accès
La place est desservie par :
- Le passage de la Pomme-de-Pin
- La rue des Grandes-Arcades
- La rue de l'Outre
- La rue Frédéric-Piton
- La rue du 22-Novembre
- La rue des Francs-Bourgeois
- La rue de la Grange
- La rue du Fossé-des-Tanneurs
- La rue du Coin-Brûlé
- La place de l'Homme-de-Fer
- Le Passage André-et-Paul-Horn

## Origine du nom

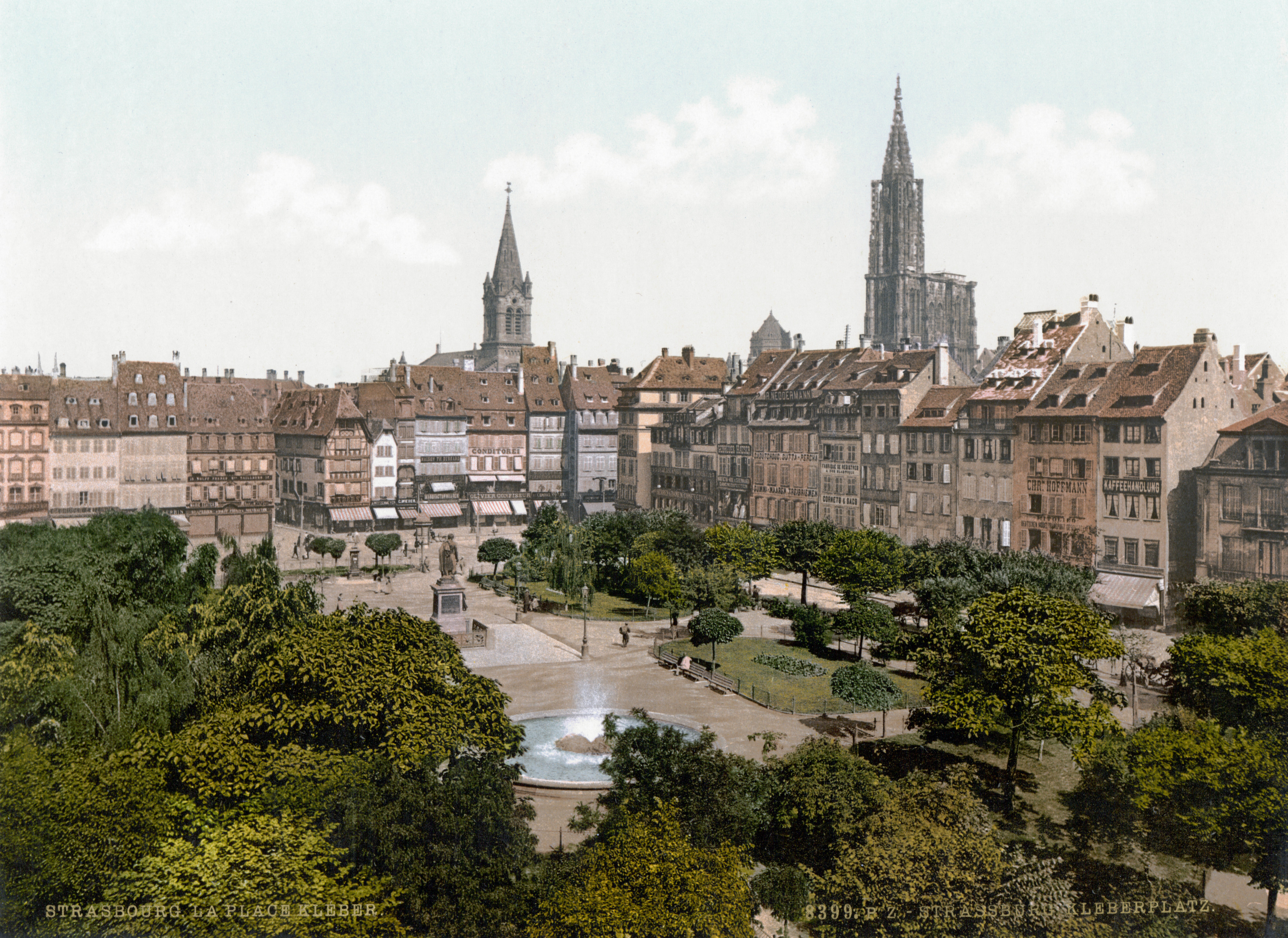
La place Kléber vers 1900

La place honore Jean-Baptiste Kléber (1753-1800) général français qui s'est illustré lors des guerres de la Révolution française, notamment lors de la guerre de Vendée et la campagne d'Égypte. 

## Historique

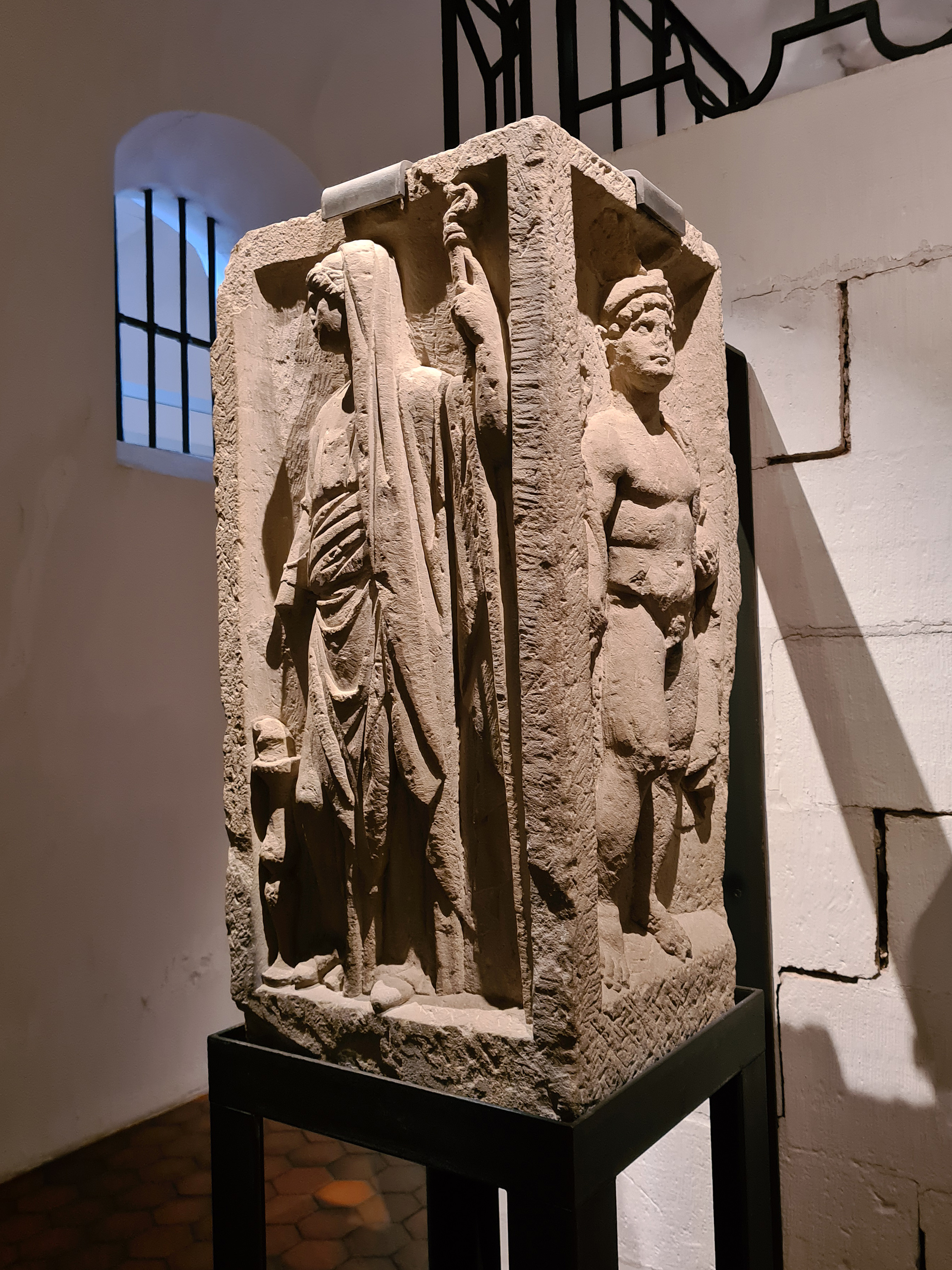
Stèle romaine à quatre dieux découvertes lors des fouilles de Jean-Jacques Hatt.

Anciennement nommée Barfüßerplatz (« place des va-nu-pieds » en allemand, en raison de la présence d'un couvent franciscain, ce dernier fut détruit entre 1528 et 1531) et en même temps « place des Cordeliers » en français pour la même raisonelle devient la Waffenplatz au XVIIe siècle (« place d'Armes » en allemand), puis la place Kléber le 24 juin 1840, à l'inauguration du mausolée à la gloire du général strasbourgeois Jean-Baptiste Kléber, statue le représentant en pied, sous laquelle un caveau renferme son cercueil depuis 1838. De juin 1940 à novembre 1944 et la libération de la ville, la place est rebaptisée Karl-Roos-Platz du nom de Karl Roos (en français Charles Roos), autonomiste alsacien qui devint proche des idées nationales-socialistes durant l'entre deux guerres et qui, accusé d'espionnage au profit de l'Allemagne, fut fusillé en février 1940.
Après avoir été le cœur du réseau de l’ancien tramway (1886 - 1960), puis vaste parking de surface, traversée d’une voie routière, la place a été réaménagée de manière controversée en 1994 par l’architecte Guy Clapot.
La place servait, jusqu'aux travaux de reconversion, de point de ralliement aux grandes manifestations, qu'elles soient organisées ou spontanées, à l'image d'évènements sportifs (célébration de la victoire française lors de la coupe du monde de football de 1998, finale de la coupe de la Ligue remportée en 2005 par le RC Strasbourg), politiques (manifestation spontanée pour célébrer une élection présidentielle, manifestation au soir du 1er tour de l'élection présidentielle de 2002), syndicaux ou autres.
Cette transformation s’est faite dans le cadre de la piétonisation du centre historique de la ville, ainsi que dans le cadre du retour du tramway dont les lignes A et D traversent la frange ouest de la place, dans le prolongement de la rue des Francs-Bourgeois.
Jusqu'en 2003, la place Kléber accueillait l'un des principaux marchés de la ville, le mercredi et le vendredi.
En 2007, la place Kléber est entièrement réaménagée (concomitamment à la restructuration complète de l’îlot de l’Aubette). Des espaces verts (selon le cahier des charges du paysagiste Gilles Clément) et de longs bassins d’eau entourés de pierre de gneiss font leur apparition.

## Bâtiments remarquables et lieux de mémoire

### L'Aubette

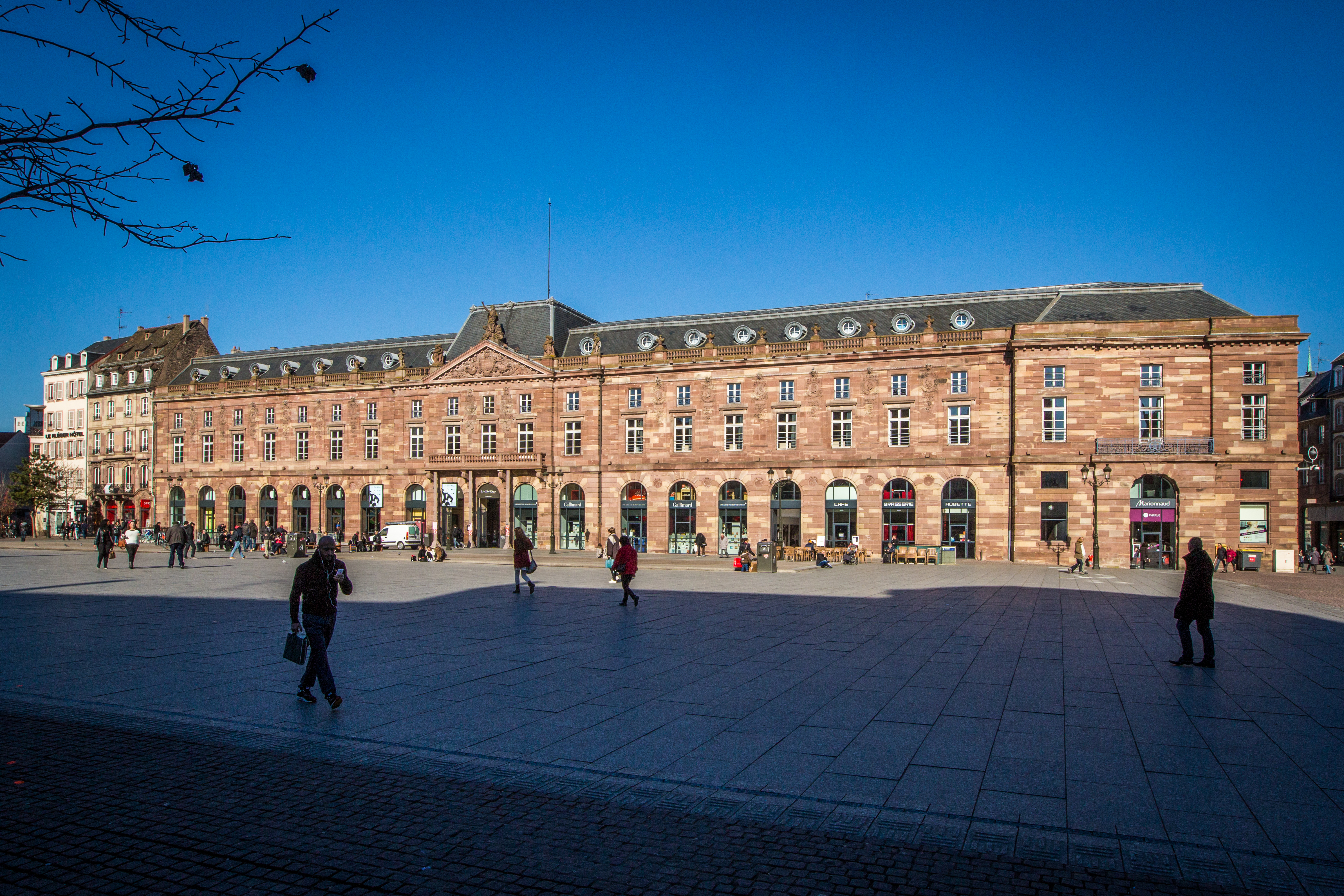
L'Aubette.

La place est bordée sur son flanc nord par l'Aubette, bâtiment néo-classique construit au XVIIIe siècle dans le cadre du plan d'embellissement Blondel.
Construite en 1778, l'Aubette, grand et splendide palais de style classique fut tout d'abord un corps de garde, point duquel étaient transmis les ordres à l'aube, d'où son nom.
Conservatoire de musique vers la fin du XIXe siècle, le bâtiment abrite ensuite un complexe de loisirs décoré en 1928 par les artistes Theo van Doesburg, Hans Arp et Sophie Taeuber-Arp, et très vite considéré par certains experts comme la chapelle Sixtine de l'art moderne.
Fabienne Keller fit réhabiliter l'Aubette en 2008 avec des boutiques et des restaurants sur près de 6 000 m² de surface.

### La statue de Kléber

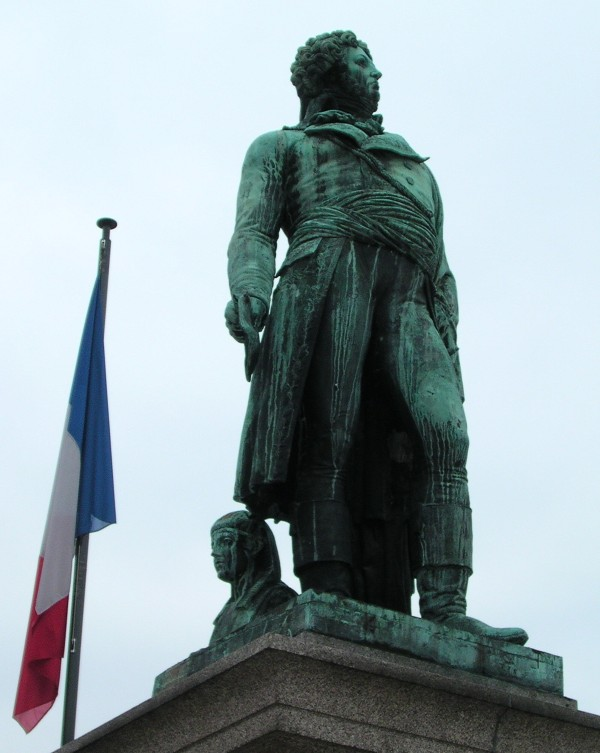
Statue de Kléber.

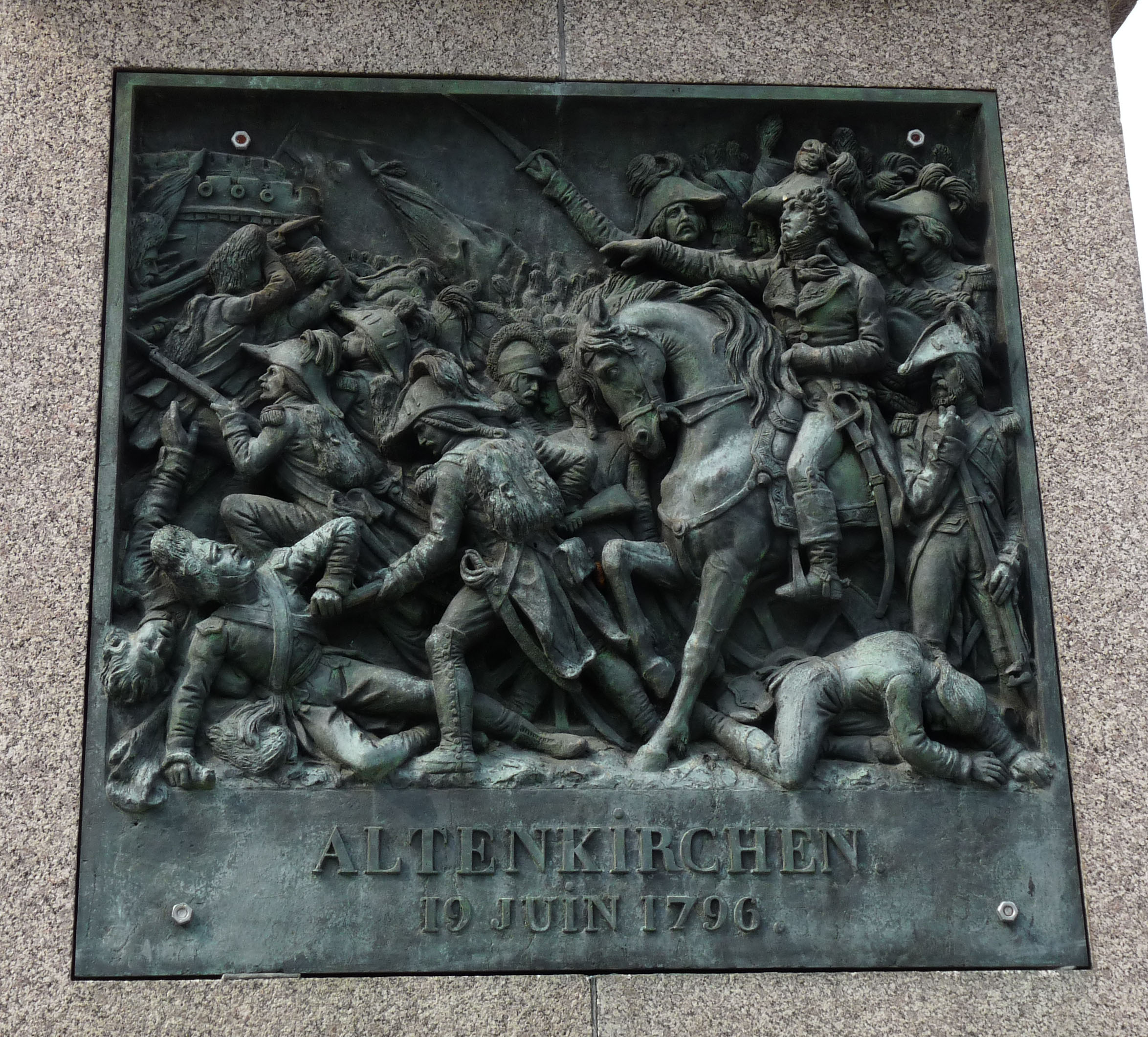
La bataille d'Altenkirchen : bas-relief sur le socle de la statue

Le 14 juin 1800, un  jeune étudiant syrien, Soleyman el-Halaby, assassine au Caire le général Jean-Baptiste Kléber. Le commandant suprême de l’armée d’Égypte est alors au faîte de sa gloire : il a remporté, trois mois plus tôt, la victoire d’Héliopolis, reprenant la Haute-Égypte aux Turcs et aux Anglais. La gloire de Kléber surpasse alors celle de Bonaparte. Son assassinat le fait passer de la gloire à la légende. La mort de Kléber embarrasse Bonaparte. Pas question de lui célébrer des obsèques nationales, ni même de lui donner une sépulture qui pourrait devenir très vite un lieu de pèlerinage républicain. Au Caire, on embaume le corps, on le dépose dans un cercueil de plomb, disposé lui-même dans un cercueil de chêne, et on l’enterre dans le carré militaire du fort Ibrahim-Bey non loin du Caire, puis avec le départ des Français d'Égypte, la dépouille est rapatriée au château d'If en face de Marseille où elle va rester dans une quasi-clandestinité tout le règne de Napoléon Ier. Finalement, en 1818, sur proposition du général Damas, Louis XVIII ordonne qu’on transfère les cendres de Kléber dans sa ville natale, Strasbourg, où elles sont inhumées dans la cathédrale.
Le corps de Kléber repose depuis le 15 décembre 1838 dans un caveau situé sous sa statue au milieu de la place Kléber. La statue, œuvre de Philippe Grass de 1840, représente le général en pieds, tenant la lettre de l'amiral Keith qui demandait la capitulation des troupes françaises. Kléber s'adressa alors à ses troupes : « Soldats, on ne répond à une telle insolence que par des victoires. Préparez-vous à combattre ». L'armée turque acheminée par les Britanniques fut écrasée par les troupes de Kléber. L'inauguration de cette statue fut faite avec une certaine gêne par les autorités de l'époque. C'était en effet le temps de la Monarchie de Juillet et de la réconciliation et l'oubli des conflits passés. La ville organisa donc une grande fête pour l'inauguration de la statue de Gutenberg, sujet consensuel et rassembleur, alors que l'inauguration de la statue de Kléber se fit beaucoup plus discrètement dix jours plus tôt en juin 1840.

### La Maison Rouge

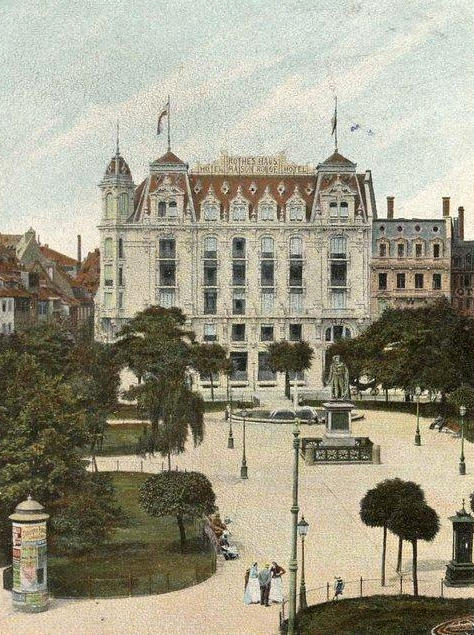
La Maison Rouge (vers 1900).

À cet emplacement fut érigé, au 22-24 place Kléber, vers la fin du XIXe siècle un magnifique immeuble de style wilhelminien, baptisé « la Maison Rouge ». Vers la fin des années 1960, la décision fut prise de raser l'ensemble architectural pour y construire un centre commercial.
Celui-ci fut érigé en 1978 par l'architecte François Herrenschmidt dans un style post-moderne, avec un patchwork de grands espaces vitrés, et une surface inégale.
L'immeuble, baptisé lui aussi « Maison Rouge » est toujours l'objet d'une polémique sur la destruction de l'ancien bâtiment.

### Le grand sapin de Noël

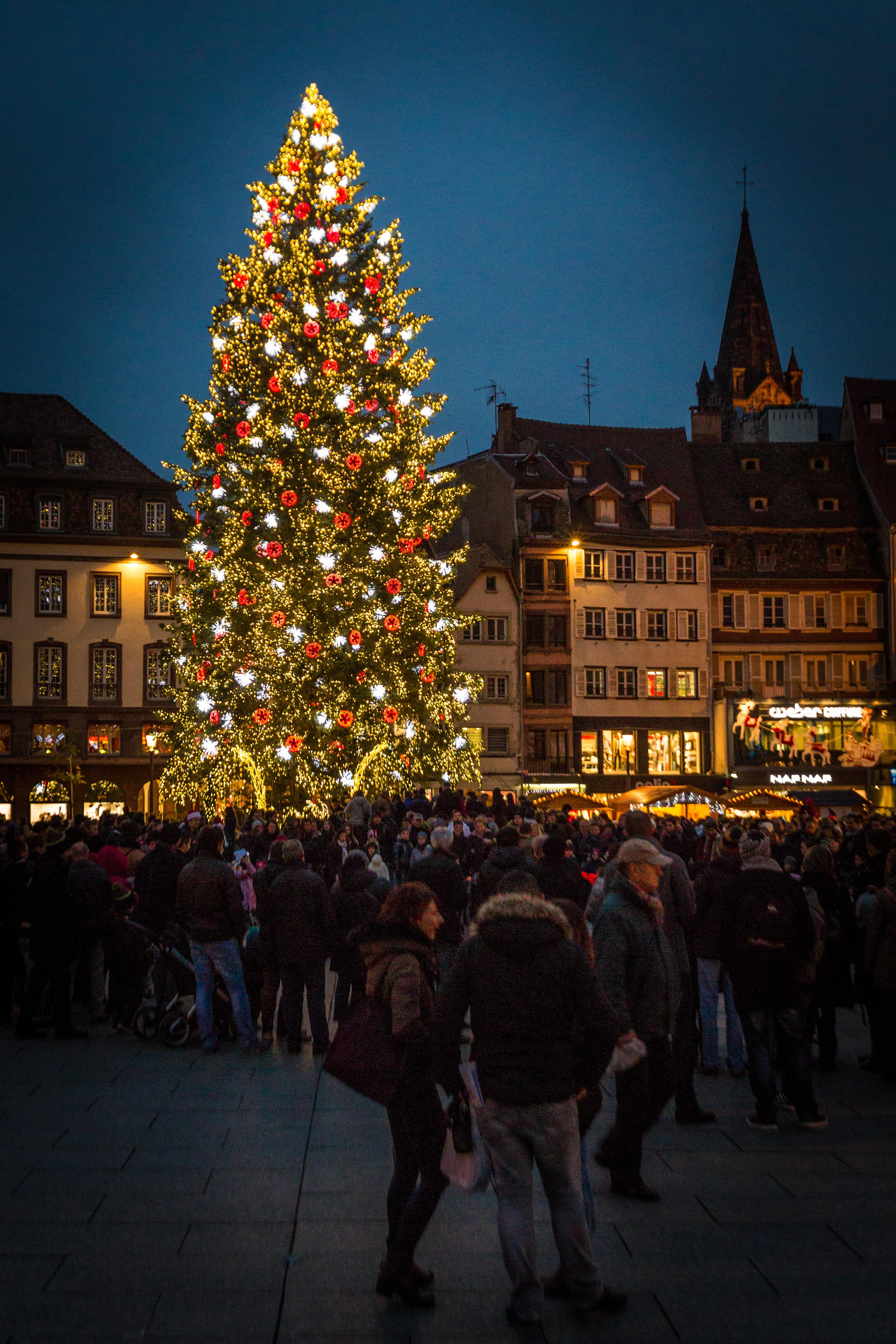
Le grand sapin de la place Kléber avec sa décoration de l’année 2014.

À l'occasion du traditionnel Christkindelsmärik, le célèbre Marché de Noël de Strasbourg, un sapin de Noël monumental venu des Vosges et richement décoré est planté dans l'angle sud-est de la place.
À cet endroit se tient le « Village du Partage » pendant l'Avent, où est distribuée la Soupe Étoilée.

### Le café des amours
Installé pour la première fois durant l'édition 2016 de Strasbourg mon amour, ce chapiteau installé Place Kléber est devenu l'emblème de l'événement. C'est sous cette construction que se déroule une partie des manifestations à l'occasion de la Saint-Valentin.